# District de Rukum
Le district de Rukum – en népalais : रुकुम जिल्ला – était l'un des 75 districts du Népal, rattaché à la zone de Rapti et à la région de développement Moyen-Ouest. La population du district s'élevait à 208 567 habitants en 2011.
À la suite de la création des provinces introduite par la constitution népalaise de 2015, le district fut séparé en deux :
- Rukum-Est rattaché à la province de Lumbini
- Rukum-Ouest rattaché à la province de Karnali

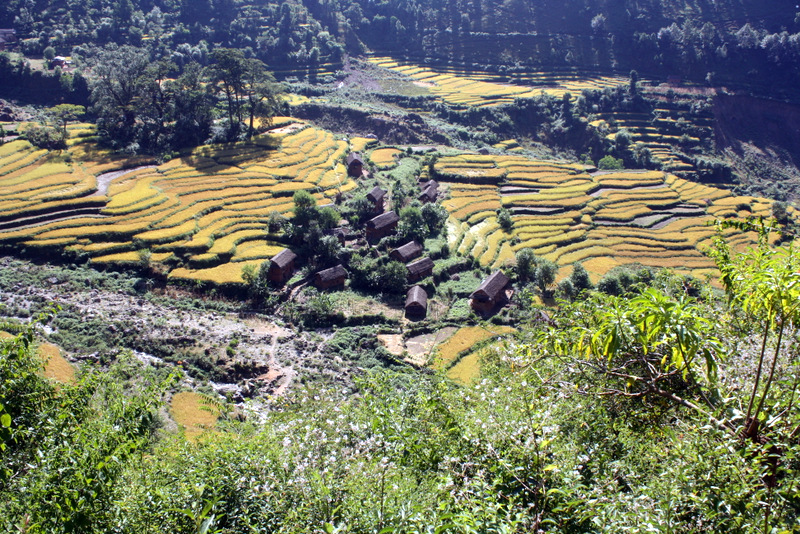
Culture de riz irriguée autour d'un petit village de Rukum, Népal